# Manettia mollis
Manettia mollis là một loài thực vật có hoa trong họ Thiến thảo. Loài này được Moritz ex Wernh. mô tả khoa học đầu tiên năm 1918.